# Památník obětem holocaustu z Peruce IN MEMORIAM
Památník obětem holocaustu z Peruce IN MEMORIAM se nachází na židovském hřbitovu u Hřivčic  v okrese Louny.

## Provedení
Památník se skládá z pískovcového kamenného bloku, na kterém je vytesáno 17 jmen obětí holocaustu z Peruce a Davidova hvězda. Architektonický návrh provedl Ing. arch. Ivo Suslik, předseda Spolku na obnovu židovských památek. Památník zhotovila kamenosochařská firma Pánek z Říčan u Prahy. Hebrejské texty byly konzultovány s odborníkem na epigrafiku Danielem Polakovičem z Židovského muzea v Praze.

## Slavnostní odhalení
Tento památník byl slavnostně odhalen za účasti vrchního zemského rabína Karola Sidona, zástupce ESJF Philipa Carmela, představitelů Židovských obcí, Husova sboru na Peruci, městyse Peruc a dalších významných hostů v úterý 21. června 2016. Židovské rodině Rosenbaum je jsou věnovány též 3 kameny zmizelých, které se nachází před jejich domem u Boženiny studánky. Budování památníku zachycuje dokument České televize Kameny zmizelých odvysílaný na ČT2 v rámci pořadu Cesty víry.

## Seznam obětí holocaustu z Peruce
Emil Brill 16.VI.1886 - 14.V.1942

Emanuel Brill 18.III.1864 - 15.X.1942

Adela Brill 13.II.1894 - 15.X.1942

Arnošt Eckstein 07.VI.1891 - 01.X.1944

Emilie Eckstein 23.III.1896 - 06.X.1944

Herta Eckstein 23.IV.1927 - 06.X.1944

Eduard Frankenbusch 31.III.1927 - 13.VII.1943

Julius Frankenbusch 04.III.1893 - 12.XI.1942

Ota Frankenbusch 04.III.1924 - 07.V.1945

Anna Frankenbusch 25.VIII.1888 - 12.VI.1942

Irena Frankenbusch 21.X.1921 - 12.VI.1942

Marta Frankenbusch 10.VII.1920 - 12.VI.1942

Emilie Heller 01.XII.1885 - 17.III.1942

Ivo Rosenbaum 15.X.1934 - 23.X.1944

Pavel Rosenbaum 27.VIII.1902 - 28.IX.1944

Helena Rosenbaum 23.X.1875 - 09.V.1943

Anna Vohryzkova 15.VII.1868 - 19.III.1942

חנצבה